# Gymnasium Herzogenaurach
Das Gymnasium Herzogenaurach ist ein naturwissenschaftlich-technologisch und sprachliches Gymnasium in der mittelfränkischen Stadt Herzogenaurach im Landkreis Erlangen-Höchstadt.

## Geschichte
Im August 1973 wurde ein Gymnasium mit Standort Herzogenaurach in den Schulentwicklungsplan aufgenommen – dabei handelte es sich zunächst um ein Progymnasium. Am 14. September 1974 begann das Gymnasium Herzogenaurach mit 175 Schülern sowie zwölf Lehrern unter der Leitung von Theo Marabini. Erst mit dem Schuljahr 1980/81 wurde eine Oberstufe angegliedert.
Von 1984 bis 2015 etablierte sich ein Schüleraustausch mit der französischen Partnerstadt von Herzogenaurach Sainte-Luce-sur-Loire, seit 2014 wird dieser mit Châtellerault durchgeführt. Derzeit finden zudem meist jedes Jahr Austausche mit Schülern aus Barcelona und England statt.
Das Gymnasium ist Pilotschule der Firma Ricoh im Bereich Analyse und Ausstattung einer Schule mit Classroom-Technik und Verwaltung. Es ist Mitglied im i.s.i.-Netzwerk der Stiftung Bildungspakt Bayern.

## Schulleiter
- 20. September 1978 – 16. Februar 1996: Theo Marabini[4]
- 17. Februar 1996 – 31. Juli 1999: Elisabeth Fuchshuber-Weiß
- 1. August 1999 – 31. Juli 2007: Michael Stadelmann[5]
- 1. August 2007 – 16. Februar 2025: Norbert Schell[6]
- Seit 17. Februar 2025: Ralph Frisch

## Bekannte Schüler
- German Hacker (* 1968), Kommunalpolitiker; Abitur 1987

## Auszeichnungen
- 2014: i.s.i. („Innere Schulentwicklung Innovationspreis“), Stiftung Bildungspakt Bayern[2]
- 2015: 1. Preis „Schulhof der Zukunft 2015“, Stiftung „Lebendige Stadt“ und Deutsche Umwelthilfe[6]
- 2023: „Klimaschule Bayern 2023“ der Stufe Silber[7]
- 2024: „Schule für Europa Bayern“